# 46型冲锋火焰喷射器
46型衝鋒火焰噴射器（德語：Einstossflammenwerfer 46）是一款納粹德國在第二次世界大戰中後期設計，並在1944年推出的單發一次性火焰噴射器。它的設計同時考慮到其成本和大量生產的可行性。這款一次性武器噴射一個持續半秒，射程27（89英尺）的火焰。
該噴射器首次給予人民衝鋒隊或是在盟軍佔領區進行游擊戰的人狼行動使用，但後來亦被空降獵兵部隊使用。